# Limnothlypis swainsonii
A Limnothlypis swainsonii a madarak osztályának verébalakúak (Passeriformes) rendjébe és az újvilági poszátafélék (Parulidae) családjába tartozó Limnothlypis nem egyetlen faja.

## Előfordulása
Az Amerikai Egyesült Államok délkeleti részén fészkel, telelni Mexikóba, Közép-Amerikába és a Karib-térségbe vonul. A természetes élőhelye mérsékelt övi bokrosok, mocsarak és ártéri erdők, valamint szubtrópusi és trópusi síkvidéki erdők.

## Megjelenése
Átlagos testhossza 13-14 centiméter, testtömege 16.6 gramm.

## Életmódja
Általában a talajon keresgéli rovarokból álló táplálékát.

## Szaporodása
Fészekalja 2-5 tojásból áll, melyen 13-15 napig kotlik. A fiókák kirepülési ideje, még 10-12 napig tart.